# Плимут
Плимут (енгл. Plymouth) је град у Уједињеном Краљевству у Енглеској. Према процени из 2007. у граду је живело 248.402 становника. Налази се у једној од највећих природних лука. Град има богату поморску прошлост и представљао је једну од две најзначајније поморске базе Уједињеног Краљевства. Центар града, лука и пристаниште уништени су приликом бомбардовања 1941. Поново је обновљен и има једну од највећих поморских база у Западној Европи.
Њу Плимут на Новом Зеланду је назван по њему.

## Историја
Најраније познато насеље датира из 1000. п. н. е., када се ту налазила мала лука. Сматра се да се ту довозио калај, који се трговао са Феничанима. У доба Римског царства лука је служила за трговину калајем и стоком. Касније се ту изградио рибарски град Сатон. Око 1086. Сатон је припадао краљу Хенрију I. Краљ је предао имање породици Валетор, која је владала из оближњег замка Трематон. Валетори су део имања даровали августинцима у Плимптону, који је био старије и веће насеље од Плимута.
Део града у власништву реда добио је 1254. повељу, а цели град са околином добио је градску независност 1439. и Плимут је био први град, који је био на листи енглеског парламента. Како се мењао естуариј Плима и насипао се тако је Плимтон губио значај и бродови су почели користити Плимут као замену за Плимптон. Име града Сатона се мењало и постајало је Плимут.
Французи су током Стогодишњег рата 1403. накратко заузели и спалили Плимут. Град је често био мета непријатеља преко канала. Плимут је имао замак и барикаде на обали мора, али све то је било уништено или поново грађено у доба Стјуарта или Тјудора. 
У 16. веку Плимут је био матична лука за многе поморске трговце, укључујући Вилијама Ховкинса и његовог сина Џона Ховкинса, који су се противили и нису обазирали на споразум из Тордесиљаса. Џон Ховкинс је уз подршку краљице Елизабете I први кренуо у трговину робљем. Отимао је стотине мушкараца и жена у Сијера Леонеу и другим деловима западне Африке и продавао их у шпанским колонијама у Америци. Енглески морепловац и гусар Френсис Дрејк упловио у луку Плимут на завршетку свог путовања око света, које је трајало 33 месеца. Дрејк био први Енглез који је опловио Земљу.
Катарина Арагонска је стигла у Енглеску 1501. преко Плимута. Покахонтас је стигла 1616. Брод Мејфлауер је 1620. кренуо у Америку из Плимута и основати ће први сталну америчку колонију. Наполеон је 1815. довезен у Плимут пре пребацивања на Свету Јелену. 
За време Енглеског грађанског рата Плимут се борио на страни парламента против Чарлса I. Град се држао пуне четири године пре него што се предао ројалистима. Постоје бројне тврђаве из тога периода, чији остаци се још могу видети. Након обнове монархије започела је 1665. изградња велике краљевске цитаделе. Топови су били окренути и према мору и према граду. 
Плимут је био једна од главних енглеских поморских база. За време Другог светског рата град је тешко бомбардован због луке и пристаништа. Убијено је 1172 људи и рањено 3269 људи. На почетку рата град је имао 220.000 људи. Уништено је 3754 кућа. 
Плимут је био једно од главних места одакле се кренуло у битку за Нормандију 1944.

## Становништво
Према процени, у граду је 2008. живело 248.402 становника.
| 1981.   | 1991.   | 2001.   |
| ------- | ------- | ------- |
| 238,583 | 245,295 | 243,795 |

## Привреда
Традиционално привреда је била везана за рибарство и за војску. Опадање тих сектора довело је до другачије прерасподеле више према привреди заснованој на сервисном сектору. Опадање тешке индустрије повећало је незапосленост. Иако се стање поправља последњих осам година плате и незапосленост су још увек значајно испод просека Енглеске.
Плимут годишње посети 11,8 милиона људи и туризам представља један од важних извора прихода. 

## Образовање
Универзитет у Плимуту је један од највећих у југозападној Енглеској и четврти у Великој Британији. Има преко 30.000 студената и годишњи приход од 110 милиона фунти стерлинга.

## Знаменитости
- Краљевска цитадела, почела се градити 1665. Топови су били окренути и према граду, То је била најзначајнија одбрана Енглеске преко 100 година.
- Национални поморски акваријум је најдубљи европски акваријум
- Сметонов светионик, изграђен 1759. Висок је 18 метара, а пречник базе је 8 метара